# Oligia laevigata
Oligia laevigata är en fjärilsart som beskrevs av Smith 1898. Oligia laevigata ingår i släktet Oligia och familjen nattflyn. Inga underarter finns listade i Catalogue of Life.